# 四川航空8633号班机事故
四川航空8633号班机（3U8633）是由四川航空公司运营的中国大陸国内航班。该航班于2018年5月14日6時25分从重庆江北国际机场起飞，执飞机型空中客车A319-100。飞机起飞约40分钟后，在32100英尺（约9800米）高度巡航时，驾驶舱右座挡风玻璃破裂脱落，飞机瞬间发生快速减压，正副机长克服低温、大风、噪声、通信困难、机件故障、高高原飞行、紧急下降高度限制等一系列不利因素，最终于事故发生35分钟后的7時42分将飞机安全降落于成都双流国际机场。该起事故系中国大陸民航史上首个驾驶舱释压事件。这起事故与1990年6月10日发生的英國航空5390號班機事故类似，同为民航客机驾驶舱风挡玻璃脱落事故。

## 事故经过

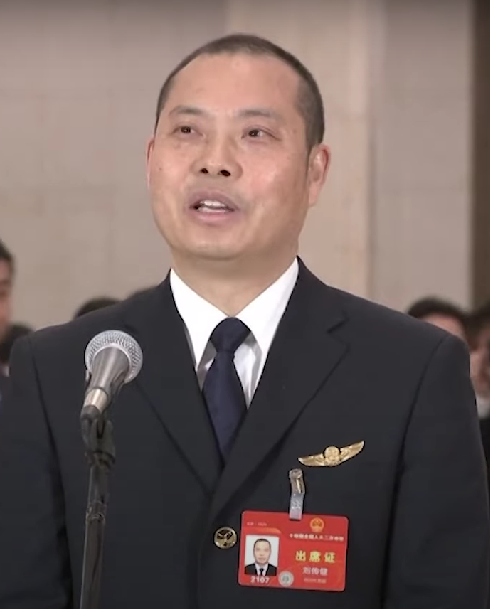
事故中的机长刘传健（2024年3月于全国两会期间接受“代表通道”集体采访）

当天的3U8633航班，机长为刘传健，重慶人，他于2006年加入四川航空至今，在此之前一直在军校飞行（1995年起任空军第二飞行学院飞行教员）。副驾驶为徐瑞辰。执飞机型空中客车A319-100，生产序列号为4660，注册号B-6419，由空中客车公司位于天津的总装厂完成，并于2011年7月11日首飞，同年7月26日首次交付给川航，机龄6年10月。截至2018年5月14日，共使用19,912.25小时或12,920班次。飞机当日无保留故障项目。查询近15日维修记录，该机无风挡故障信息。产生裂纹后破裂脱落的驾驶舱右座前风挡玻璃（件号：STA320-2-7-1）为原装件。
2018年5月14日6时25分，3U8633航班从重庆江北国际机场起飞。
网上流传的ATC录音显示，起飞约40分钟后在32,100英尺（约9,800米）高度巡航过程中，机组发现右侧内风挡出现裂纹，立即申请下高度返航，此时ECAM出现右风挡防冰故障信息。随后，右侧前风挡爆裂。据机长描述，瞬间失压一度将副驾驶徐瑞辰與機長的電子飛行手冊吸出，在近万米高空中半个身子都挂在飞机外，所幸他系了安全带（腰带），而且爆裂的位置不是側窗。机组立即按程序处置，期间由于噪音太大无法建立无线电通讯联系，机组将应答机调至「7700」。因驾驶舱失压，驾驶舱气温降低到零下40多摄氏度，自动驾驶面板完全损坏，仪器多数失灵，自动驾驶完全失灵。由于飞机执飞高原航线，事故发生时正位于四川省阿坝藏族羌族自治州小金县上空，为高山地形，地面高度高于10,000英尺（3,048米），无法按正常释压处理程序紧急下降至10,000英尺可呼吸高度。从Flightradar24提供的飞行数据上可以看出，该航班大约在北京时间早上7:07开始从32,000英尺左右紧急下降高度，7:11左右下降至24,000英尺（7,315米）高度，7:16再度由24,000英尺降低高度，7时42分平安着陆在成都双流国际机场。与此同时，客舱内氧气面罩落下，乘务员按程序广播和处置。在民航各保障单位配合下，空管部门给出了半小时“盲发”信号，并开辟空中绿色通道，当地空军也及时叫停十余架准备起飞的军机，将进藏航线以北空域由民航调配。航班在执行超重着陆检查单后全手动进近，于7时46分安全备降在成都双流机场，所有乘客平安落地。

## 伤者
副驾驶徐瑞辰右眼挫傷、左上臂皮膚挫傷、右小腿後側划傷和雙側腹股溝挫傷，但均无大碍。
當時正在機艙內提供餐飲服務的乘務員周彦雯，在客艙失壓時，瞬間被拋起並且在落地時腰部著地，導致腰椎L1壓縮性骨折，收治入院并于骨科病房接受治疗，副驾驶因皮肤擦伤在急诊科留院观察，其余27名就诊旅客经检查未见明显异常，于5月15日22时前全部结束观察并离院。

## 后续
旅客在工作人员引领下转至候机楼休息，58名旅客并改签至3U8695成都至拉萨航班，于12时09分起飞，并平安到达。
2018年11月16日，在经过为期6个月的康复性检查训练及疗养后，3U8633机组全体成员正式重返蓝天，执飞空巴A321顺利完成川航3U8883成都至北京航班。
2022年1月8日，副駕駛徐瑞辰與公司指派專屬個人康復管理的女航醫結婚。

### 表彰
2018年6月8日下午，中国民用航空局、四川省举行表彰大会，表彰成功处置该次航班险情的川航机组及相关部门的单位和个人。中国民用航空局和四川省决定授予3U8633航班“中国民航英雄机组”称号；授予机长刘传健“中国民航英雄机长”称号，享受省级劳动模范待遇。中国民用航空局和四川省还给予机长刘传健500万元人民币的奖励，给予第二机长梁鹏200万元奖励，给予副驾驶100万元奖励，给予其他6名机组人员100万元奖励。
2018年8月3日上午，“凉山州川航3U8633航班英雄机组事迹报告会”在西昌举行，机长刘传健代表川航3U8633航班机组作报告、发言。
2018年8月7日，机长刘传建经过面试，正式被清华经管学院的清华-ENAC高级管理硕士（航空管理）项目录取。该项目由清华大学和法国国立民航大学合办，旨在培养民航业专业复合型高级管理人才，刘传健将为该项目第5届学员。清华经管学院还将为刘传健提供航空管理硕士项目奖学金。
2018年9月4日，经中华全国总工会正式批复，决定授予四川航空3U8633航班机长刘传健全国五一劳动奖章、四川航空3U8633航班机组“全国工人先锋号”称号。
2018年9月30日，中共中央总书记习近平在国庆69周年招待会上接见了英雄机组。
2018年11月10日，在由中共中央宣传部、国务院退役军人事务部主办的“最美退役军人”学习宣传活动中，机长刘传健获此殊荣（20人之一）。
2019年2月18日，机长刘传健获颁“感动中国2018年度人物”。2019年4月，获选交通运输部“2018感动交通十大年度人物”。
2019年2月27日，四川航空3U8633航班毕楠乘务组荣获全国五一巾帼奖状、全国五一巾帼标兵岗。
2019年9月，机长刘传健被授予“全国敬业奉献模范”荣誉称号。

## 调查
中国民航局于事件发生后立即成立调查组并启动调查，民航西南地区管理局、民航四川监管局、重庆监管局以及民航局事故调查中心都加入到调查组通力合作。截至2018年5月15日，据民航局初步调查掌握情况，飞机的前右侧风挡在空中脱落，飞机的驾驶舱前飞行控制组件（FCU）右侧的三分之一也在空中脱落。空中客车已指派专门的技术团队，为法国民航安全调查分析局和负责此次事件调查的中国民用航空局提供相应技术支持。
据澎湃新闻消息，中国民航西南地区管理局于2018年5月14日向各航空公司、民航飞行学院、维修单位等相关单位发出“关于‘5.14’事件的通报”明传电报，通报事件经过，并要求各航空公司引起高度警觉，全面评估、防控安全风险，机务维修方面及时对机队相关部件深入开展隐患普查工作，对同件号部件开展普查。
2019年7月25日上午，四川省宝兴县硗碛藏族乡勒乐村村民宝安在半截沟附近山上放牛时，在海拔4,000米处的山坡上发现了一块黑色金属制品；次日经中国民用航空局认定为脱落的右座飞行控制组件。
2020年6月2日，中国民用航空局发布了关于该事故的调查报告。报告中指出，该事件构成一起运输航空严重事故征候。民航总局认为造成本次事故的最大可能原因为：涉事客机右风挡封严（气象封严或封严硅胶）可能破损，风挡内部存在空腔，外部水汽渗入并存留于风挡底部边缘；电源导线被长期浸泡后绝缘性降低，在风挡左下部拐角处出现潮湿环境下的持续电弧放电；电弧产生的局部高温导致双层结构玻璃破裂。风挡不能承受驾驶舱内外压差从机身爆裂脱落。

## 安全建议
报告建议空客公司评估并改进风挡设计、选材和制造工艺，防止水汽侵入和存留在电加温系统，降低电弧产生的可能性，避免双层结构玻璃破裂；建议欧洲航空安全局修改相关文件，以评估挡风玻璃加热系统故障对挡风玻璃的结构完整性和飞机潜在的后续影响的后果；同时也对中国民航局以及航空公司提出了对各项手册中驾驶舱玻璃破裂的处理程序的建议。 

## 已采取的安全措施
空中客车公司将刘传健机长备降操作列入飞行手册，同时要求飞行员在遇到驾驶舱玻璃破裂后的第一步操作为系好肩带。川航已将“飞行员因为操纵飞机等原因，不方便自己戴上氧气面罩，其他机组成员应该在自己先戴上氧气面罩的情况下，第一时间协助飞行员戴上氧气面罩”内容加入《飞行运行程序手册》。

## 相关影视作品
2018年8月8日，国家电影局发布的7月下旬全国电影剧本（梗概）备案、立项公示显示，博纳影业已备案拍摄电影《中国机长》并获原则上同意，故事改编自3U8633航班事故。影片由刘伟强导演，张涵予、袁泉、李沁、张天爱、杜江、欧豪主演，于2019年9月30日在中国大陆上映。
该事件也被制作为纪录片，于2023年2月在知名空难系列纪录片《空中浩劫》第23季第6集播出，这也是该节目首次收录来自中国大陆的航空公司且发生于中国大陆的航空事故。